# Angelstad
Angelstad è un'area urbana della Svezia situata nel comune di Ljungby, contea di Kronoberg.
La popolazione risultante dal censimento 2010 era di 271 abitanti .